# Accademia del Cinema Italiano
L'Accademia del Cinema Italiano è una fondazione di diritto privato che promuove la conoscenza e la diffusione del cinema italiano in Italia e all'estero. A tale scopo, l'Accademia assegna ogni anno il premio David di Donatello.
Fu fondata per iniziativa dell'Agis e dell'Anica nel 1963, quando l'Ente David di Donatello divenne autonomo dall'Open Gate Club. Nel 2007 l'Ente ha assunto la denominazione "Accademia del Cinema Italiano", per analogia con i maggiori premi cinematografici internazionali (gli Oscar negli Stati Uniti, i César In Francia, i BAFTA nel Regno Unito), emanazioni delle rispettive accademie cinematografiche nazionali.

## Presidenti
- Italo Gemini (1963-1970)
- Eitel Monaco (1971-1977)
- Paolo Grassi (1978-1980)
- Gian Luigi Rondi (1981-2016)
- Giuliano Montaldo (2016-2017) (ad interim)
- Piera Detassis (2018-in carica)